# Ajbar machmúa
El Ajbar machmúa o Ajbar maŷmúa (Colección de tradiciones) es una crónica árabe anónima manuscrita datada de mediados del siglo XI y conservada en la biblioteca de París.

## Sinopsis
El texto comienza con la invasión musulmana de la península ibérica y termina con la fundación del Califato de Córdoba. Describe cómo Musa ibn Nusair envió a Táriq ibn Ziyad a la conquista de España. El intento de defensa del rey visigodo Rodrigo, sus amores con la Cava, la traición de Don Julián y los hijos de Witiza, y las envidias de Muza frente a Táriq por las conquistas realizadas por éste.

Infundió Dios el terror en los corazones de los cristianos cuando vieron que Táriq se internaba en el país, habiendo creído que haría lo mismo que Tarif, y huyendo hacia Toledo, se encerraron en las ciudades de España. Entonces Julián se acercó a Táriq y le dijo: «Ya has concluido con España: divide ahora tu ejército, al cual servirán de guías estos compañeros míos, y marcha tú hacia Toledo».
Ajbar machmúa (Colección de tradiciones), Crónica anónima del siglo XI.